# Ат
Ат (фр. Ath, нидерл. Aat) — коммуна в Валлонии, расположенная в провинции Эно, округ Ath. Принадлежит Французскому языковому сообществу Бельгии. На площади 126,95 км² проживают 26 799 человек (плотность населения — 211 чел./км²), из которых 48,45 % — мужчины и 51,55 % — женщины. Средний годовой доход на душу населения в 2003 году составлял 12 396 евро.
Почтовый код: 7800, 7801, 7802, 7803, 7804, 7810, 7811, 7812, 7822, 7823. Телефонный код: 068.

## История

### Ат в «ЭСБЕ»
В конце XIX — начале XX века на страницах Энциклопедического словаря Брокгауза и Ефрона этот населённый пункт был описан следующими словами: «Ат (Ath) — город и бывшая крепость в бельгийской провинции Геннегау, при судоходной р. Дендере, в 22 км к С. З. от Монса, узловой пункт железных дорог, связывающих Брюссель, Монс, Турнэ и Гент, имеет весьма значительные полотняные и набивные ситцевые фабрики, красильни, кружевные, перчаточные фабрики, мыловаренные заводы; значительно также производство ножей, топоров. В городе 9394 жит. (1883), ведущих оживленную торговлю. Древнейшее строение в городе La Tour du Burbant, сооруженная в 1150 г. Кроме того, заслуживают внимания ратуша, построенная в 1600 г., церковь св. Юлиана, основанная в 1393 г. Старинные укрепления Ата были срыты в 1781 г. и возобновлены в 1815 г., но затем снесены окончательно в 1830 г. А. неоднократно был осаждаем и завоеван, а именно в 1697 г. Катина (Catinat) и Вобаном, который впервые применил тут систему параллелей, а в 1706 г. союзными войсками под предводительством генерала Оверкерка. Французы овладели Атом 8 окт. 1745 г. после короткой осады и вторично осаждали его 8 ноября 1792 г».

## Известные уроженцы
- Эрнест Франсуа Камбье (1844—1909) — бельгийский путешественник, борец с работорговлей.
- Луи Энпен (1626—1705) — католический священник и францисканский миссионер, исследователь Северной Америки. Один из первых европейцев, описавший Ниагарский водопад.